# Kimbrska vojna
Kimbrska vojna 113–101 pr. n. št. je bila vojna med Rimsko republiko ter germanskimi in keltskimi plemeni Kimbri, Tevtoni, Ambroni in Tigurini, ki so se preselili s polotoka Jutland na ozemlje pod rimskim nadzorom in se spopadli z Rimom in njegovimi zavezniki. Kimbrska vojna je bila prva po drugi punski vojni, v kateri sta bila resno ogrožena Italija in sam Rim. 
Vojna je močno vplivala na notranjo politiko Rima in organizacijo njegove vojske in močno prispevala k politični karieri Gaja Marija, čigar konzulat in politični konflikti so predstavljali izziv številnim političnim institucijam in običajem Rimske republike tistega časa. Kimbrska grožnja je skupaj z Jugurtovo vojno domnevno navdihnila domnevne marijanske reforme rimskih legij, čemur sodobni zgodovinarji oporekajo. 
Rim je v kimbrski vojni nazadnje zmagal. Germanski zmagi v bitkah pri Aravziju in Noreji, v katerih je Republika utrpela največje izgube po drugi punski vojni, sta bili po rimskih zmagah pri Aqui Sestii in Verceli skoraj popolnoma izničeni. Nekateri preživeli ujeti Germani bili med uporniškimi gladiatorji v Spartakovem uporu. 

## Selitve in konflikti
Po nekaterih rimskih poročilih so okoli leta 120–115 pr. n. št. Kimbri zaradi poplav zapustili svoje prvotno ozemlje okoli Severnega morja. Strabon je o tem zapisal, da je to malo verjetno ali celo  nemogoče. Iz domovine so krenili  proti  jugovzhodu in kmalu so se jim pridružili njihovi sosedje in morda sorodniki Tevtoni. Skupaj so premagali Skordiske in Boje, od katerih so se jim mnogi očitno pridružili. Leta 113 pr. n. št. so prispeli na Donavo v Norik, kjer so živeli rimski zavezniki Tavriski. Ker Tavriski niso mogli sami zadržati teh novih močnih napadalcev, so na pomoč poklicali Rim. 

## Začetni rimski porazi
Naslednje leto je rimski konzul Gnej Papirij Karbo povedel legije v Norik in potem, ko je pokazal svojo moč, zavzel obrambni položaj in zahteval, da Kimbri in njihovi zavezniki takoj zapustijo provinco. Kimbri so začeli mirno izpolnjevati njegove zahteve, a so kmalu odkrili, da jim je Karbo nastavlja past. Razjarjeni zaradi izdaje so ga napadli in v bitki pri Noreji uničili Karbovo vojsko, njega pa skoraj ubili. 
Pot v Italijo je bila zdaj odprta, a so Kimbri in njihovi zavezniki iz neznanega razloga  krenili proti zahodu čez Alpe v Galijo. Leta 109 pr. n. št. so vdrli v rimsko provinco Narbonsko Galijo in tam porazili rimsko vojsko pod vodstvom Marka Junija Silana. Leta 107 pr. n. št. so bili Rimljani znova poraženi, tokrat s strani kimbrskih zaveznikov Tigurinov. Istega leta so v bitki pri Burdigali (današnji Bordeaux) premagali še eno rimsko vojsko in ubili njenega poveljnika, konzula Lucija Kasija Longina Ravala. 

## Katastrofa v Aravziju
Leta 105 pr. n. št. so Rim, njegov novi konzul Gnej Malij Maksim in prokonzul Kvint Servilij Cepion sklenili enkrat za vselej rešili težave, ki so jih povzročali Kimbri. Zbrali so največjo vojsko po drugi punski vojni, in morda največjo silo, ki so jo kdaj poslali v boj. Vojska je štela več kot 80.000 mož in več deset tisoč mož v pomožnih enotah. Vojska je bila razdeljena v dva dela pod poveljstvom vsakega konzula.  
Vojski sta se utaborili blizu Orangea ob Roni,  vsaka na svojem bregu reke. Preveč samozavestni Cepion je nespametno napadel prvi in brez Maksimove podpore in njegove legije so bile uničene, nebranjen tabor pa opustošen. Več tisoč branilcev tabora je bilo ubitih. Za Cepionovo je bila zlahka poražena še demoralizirana Maksimova vojska. Cepionu, Maksimu in nekaj sto Rimljanom je uspelo pobegniti. Bitka pri Aravziju je bila največji poraz, ki ga je Rim utrpel od bitke pri Kanah in je imel veliko večje  in dolgoročne posledice. Za KImbre in Tevtone je bila to velika, čeprav začasna zmaga. 
Kimbri so namesto tega, da bi nemudoma zbrali svoje zaveznike in odkorakali na Rim, nadaljevali pohod proti Hispaniji. Tam so doživeli svoj prvi poraz, vendar ne od Rimljanov, ampak od keltiberske koalicije. Tevtoni so ostali v Galiji. Zakaj jim zatem ni uspelo vdreti v Italijo, ostaja skrivnost.   

## Poveljstvo prevzame Marij
Po katastrofi v Aravziju je Rimsko republiko do temeljev pretresel strah. Rim je pričakoval, da se bodo pred vrati vsak čas pojavili Kimbri. Rim je zato prezrl ustavo in zakone in v paniki in obupu za konzula izvolil Gaja Marija, zmagovalca Jugurtove vojne v Numidiji. Marij je moral skoraj iz nič obnoviti galske legije. Okoli jedra izurjenih legionarjev je zbral vojsko približno 30.000 Rimljanov in 40.000 zaveznikov. V okolici mesta  Aquae Sextiae (sodobni Aix-en-Provence) je organiziral tabor in uril svoje može. Ob tem je organiziral obveščevalno mrežo in vodil diplomacijo z galskimi plemeni na mejah provinc. Neorganiziranost Kimbrov in Tevtoni mu je dala čas, potreben za urjenje vojske. On sam je bil briljanten in neusmiljen poveljnik. 

## Prelomnica
Leta 102 pr. n. št. je bil Marij pripravljen na soočenje s Kimbri. Slednji so se po težavah v Hispaniji vrnili v Galijo, kjer so se jim pridružili Tevtoni. Po združitvi so se obrnili proti Italiji. Na pohodu so se jim pridružila nekatera plemena Helvetov, predvsem Tigurini in Ambroni. Del vojske je prodiral po obalni cesti iz Transalpske v Cisalpsko Galijo, del pa čez Alpe. Marij se je utaboril ob sotočju Rone in Isère in odbil prvi napad Tevtonev. Slednji so nato obšli njegovo vojsko in nadaljevali pohod proti Rimu. Marij jim je na varni razdalji previdno sledil. Nekaj dni kasneje je premagal Ambrone in jim zadal velike izgube. Ambroni so po porazu pobegnili k Tevtonom. Združena vojska je blizu Aquae Sextiae čakala na Marija in ga napadla, a je bila poražena. Kralja Tevdoboda so Rimljani ujeli. Tevtoni so bili po porazu izločeni iz dogajanj, Kimbri pa so bili še vedno velika grožnja. 
Leta 101 pr. n. št.  so se Kimbri vrnili v Galijo in se pripravili na zadnjo fazo vojne z Rimom. Vzeli so si čas za plenjene, kar je dalo Mariju čas čas, da so se njegovim legijam pridružile okrepitve. Sledila je bitka pri Vercelah, v kateri so bili Kimbri katastrofalno poraženi. Oba njihova najvišja poveljnika, Bojoriks in Lugij, sta padla. Ženske so pobile sebe in svoje otroke, da bi se izognile suženjstvu. Vojna, ki se je začela z množičnim preseljevanjem, se je končala s porazom in množičnim samomorom. 

## Posledice
Kimbri niso bili popolnoma izbrisani iz zgodovine. Pomešali so se med njihove zaveznike Boje, ki so se naselili v južni Galiji in Germaniji ter tam pričakali soočenje z Marijevim nečakom Julijem Cezarjem med njegovim osvajanjem Galije. Nekaj preživelih ujetih Kimbrov se je znašlo med uporniškimi gladiatorji v Spartakovem uporu. 
Politične posledice vojne so imele takojšen in trajen vpliv na Rimsko republiko. Konec kimbrske vojne je pomenil začetek rivalstva med Marijem in Sulo, ki je sčasoma pripeljalo do prve velike državljanske vojne v Rimski republiki. Poleg tega je Marij po svoji zmagi pri Vercelah brez predhodne prošnje za dovoljenje senata podelil rimsko državljanstvo dvema kohortama svojih zavezniških vojakov, ki sta šteli okoli tisoč mož. 
Po tradicionalnem zgodovinopisju so doslej italske legije postale rimske legije. Zavezniška mesta na Italijanskem polotoku so postopoma začela zahtevati večji vpliv na zunanjo politiko republike, kar je na koncu pripeljalo do zavezniške vojne.